# Seznam britských letadlových lodí

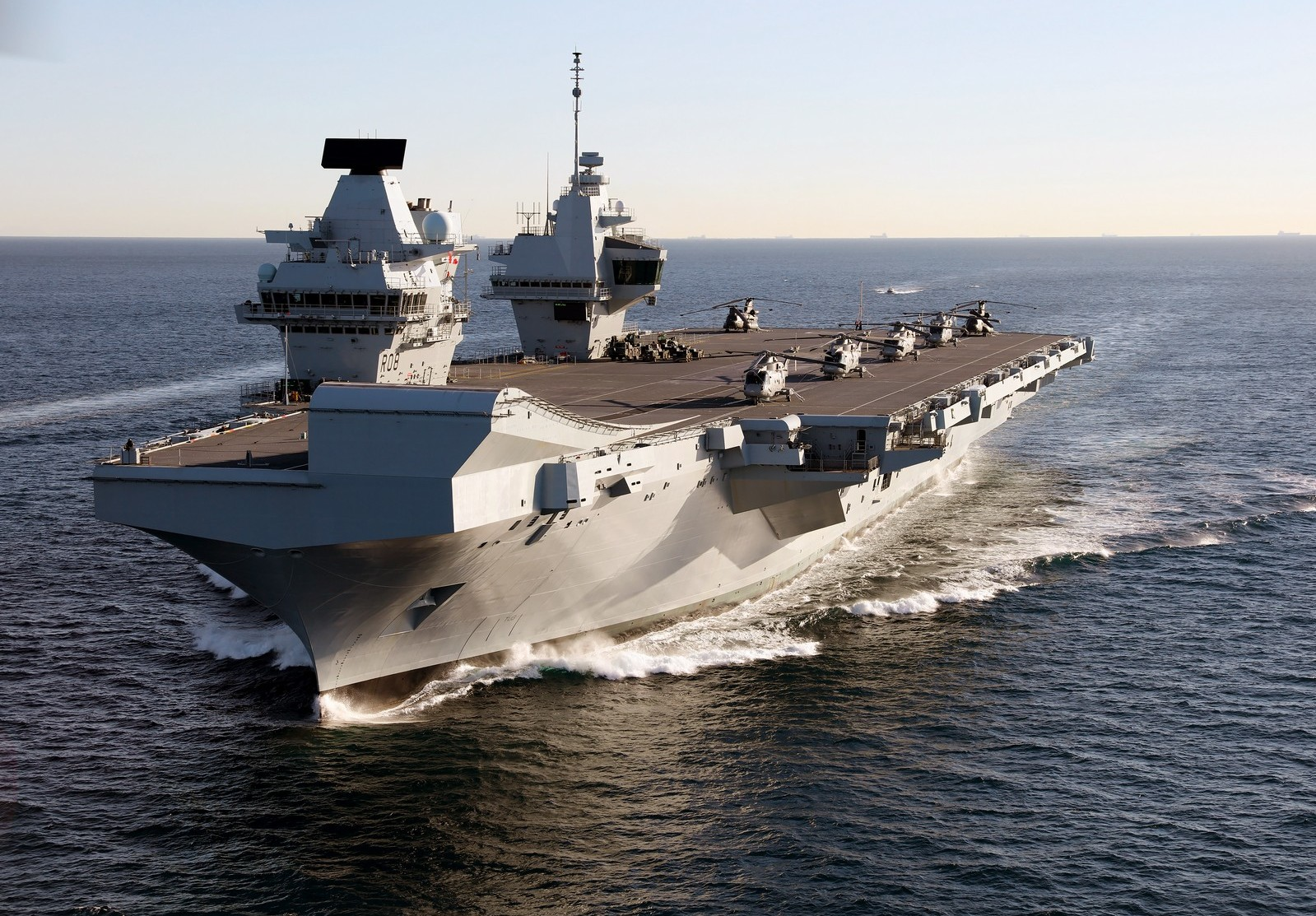
HMS Queen Elizabeth (R-08)

Seznam britských letadlových lodí obsahuje letadlové lodě Britského královského námořnictva. V závorce za jménem lodi je uvedeno trupové označení dané lodi.

## Lodě v aktivní službě
- Třída Queen Elizabeth
  - HMS Queen Elizabeth (R08) – do služby zařazena 7. prosince 2017
  - HMS Prince of Wales (R09) – do služby zařazena 10. prosince 2019

## Lodě mimo aktivní službu
- HMS Argus (I-49)

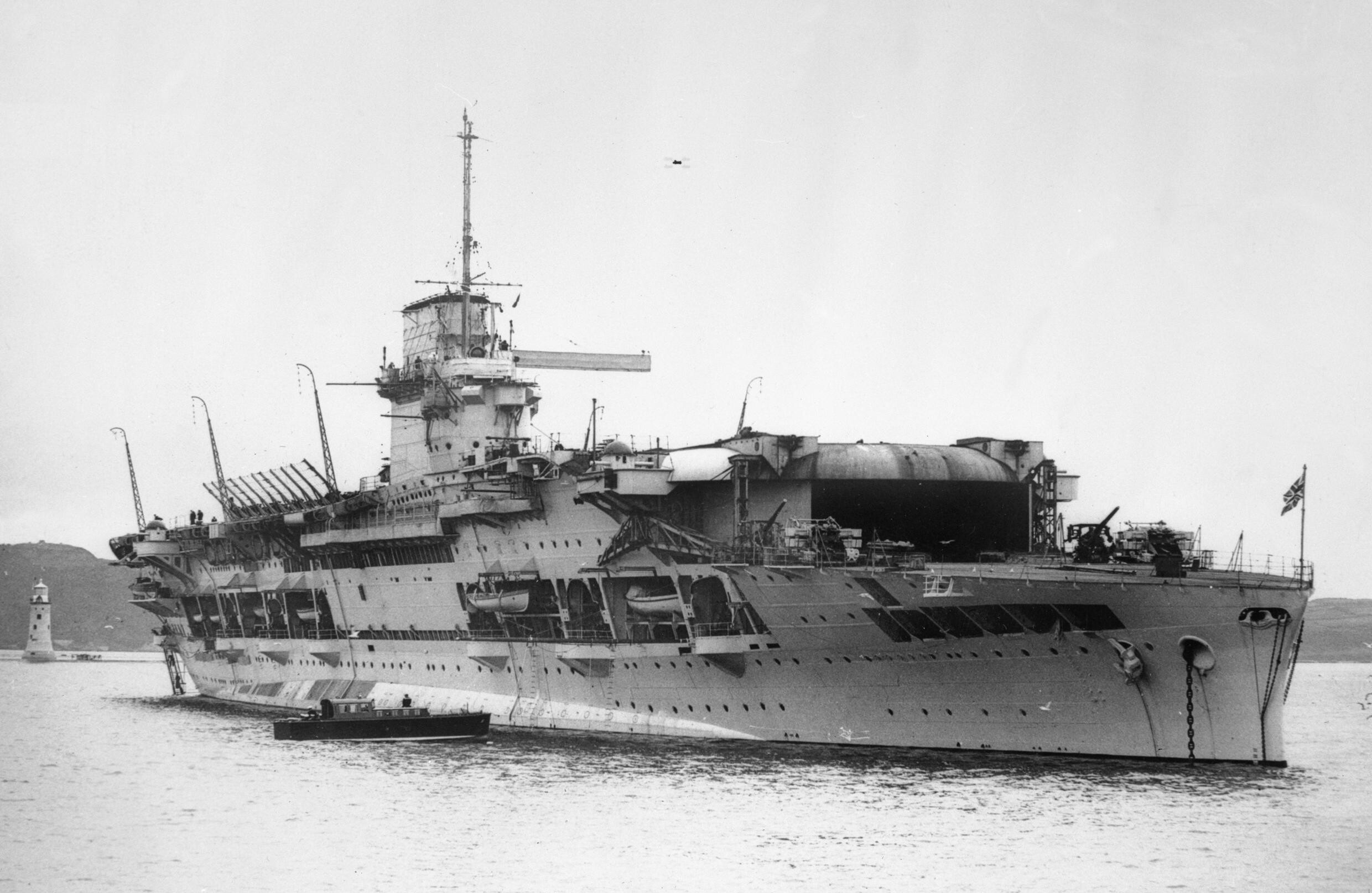
HMS Glorious (77)

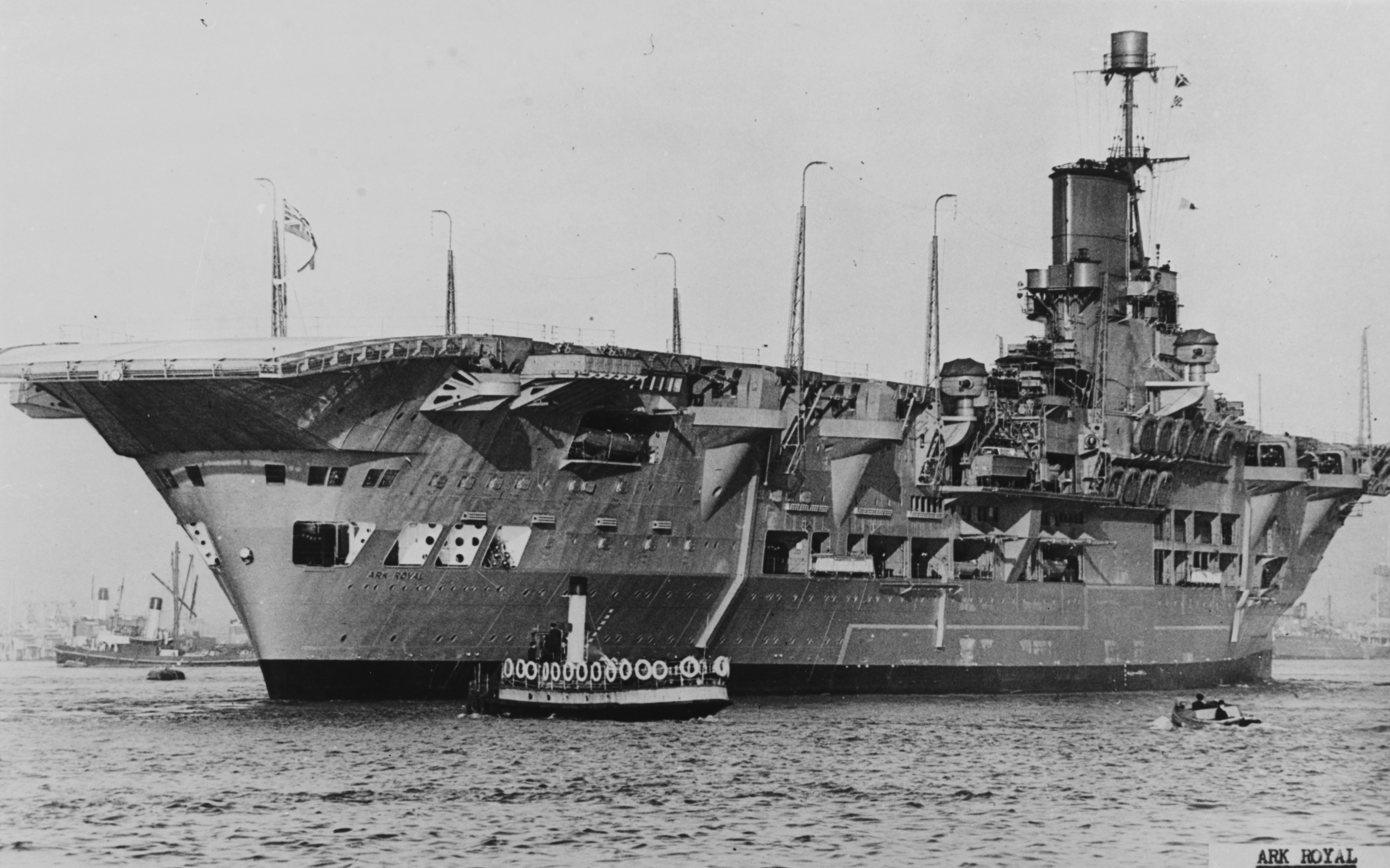
HMS Ark Royal (91) v roce 1939

- Třída Glorious – původně lehké bitevní křižníky, všechny přestavěny na letadlové lodě
  - HMS Glorious (77)
  - HMS Courageous (50)
  - HMS Furious (47)

- HMS Eagle (1918) (ex Almirante Cochrane)
- HMS Hermes (95)
- HMS Ark Royal (91)
- HMS Unicorn (I-72) – primárně opravárenské plavidlo

- Třída Illustrious
  - HMS Illustrious (R-87)
  - HMS Formidable (R-67)
  - HMS Victorious (R-38)

- HMS Indomitable (92)

- Třída Implacable
  - HMS Implacable (R-86)
  - HMS Indefatigable (R-10)

- Třída Colossus

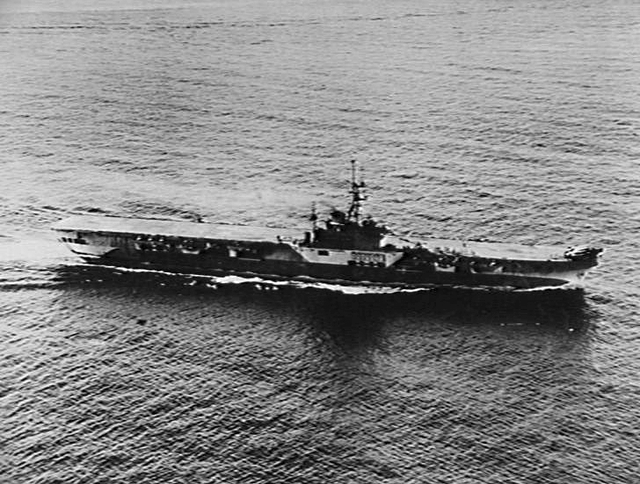
HMS Colossus (R-15)

  - HMS Colossus (R-15) – v roce 1946 odprodána do Francie jako Arromanches (R95)
  - HMS Glory (R-62)
  - HMS Ocean (R-68)
  - HMS Theseus (R-64)
  - HMS Triumph (R-16)
  - HMS Venerable (R-63) – v roce 1948 odprodána do Nizozemska jako Zr. Ms. Karel Doorman (R81), poté v roce 1968 do Argentiny jako ARA Veinticinco de Mayo (V-2)
  - HMS Vengeance (R-71) – zapůjčena Austrálii, v roce 1956 odprodána do Brazílie jako Minas Gerais (A11)
  - HMS Warrior (R-31) – do roku 1948 zapůjčena do Kanady, v roce 1958 odprodána do Argentiny jako ARA Independencia (V-1)
  - HMS Perseus (R-51)
  - HMS Pioneer (R-76)

- Třída Majestic
  - HMS Majestic (R-77) – v roce 1955 odprodána do Austrálie jako HMAS Melbourne (R21)
  - HMS Hercules (R-49) – v roce 1957 odprodána do Indie jako INS Vikrant (R11)
  - HMS Leviathan (R-97) – nikdy neuvedena do aktivní služby
  - HMS Magnificent – v letech 1948–1957 zapůjčena Kanadě jako HMCS Magnificent (CVL 21), vyřazena
  - HMS Powerful (1945) – v roce 1952 odprodána do Kanady jako HMCS Bonaventure (CVL 22), vyřazena
  - HMS Terrible (R-93) – v roce 1948 odprodána do Austrálie jako HMAS Sydney  (R17)

- Třída Audacious
  - HMS Eagle (R-05)
  - HMS Ark Royal (R-09)

- Třída Centaur
  - HMS Centaur (R-06)
  - HMS Albion (R-07)
  - HMS Bulwark (R-08)

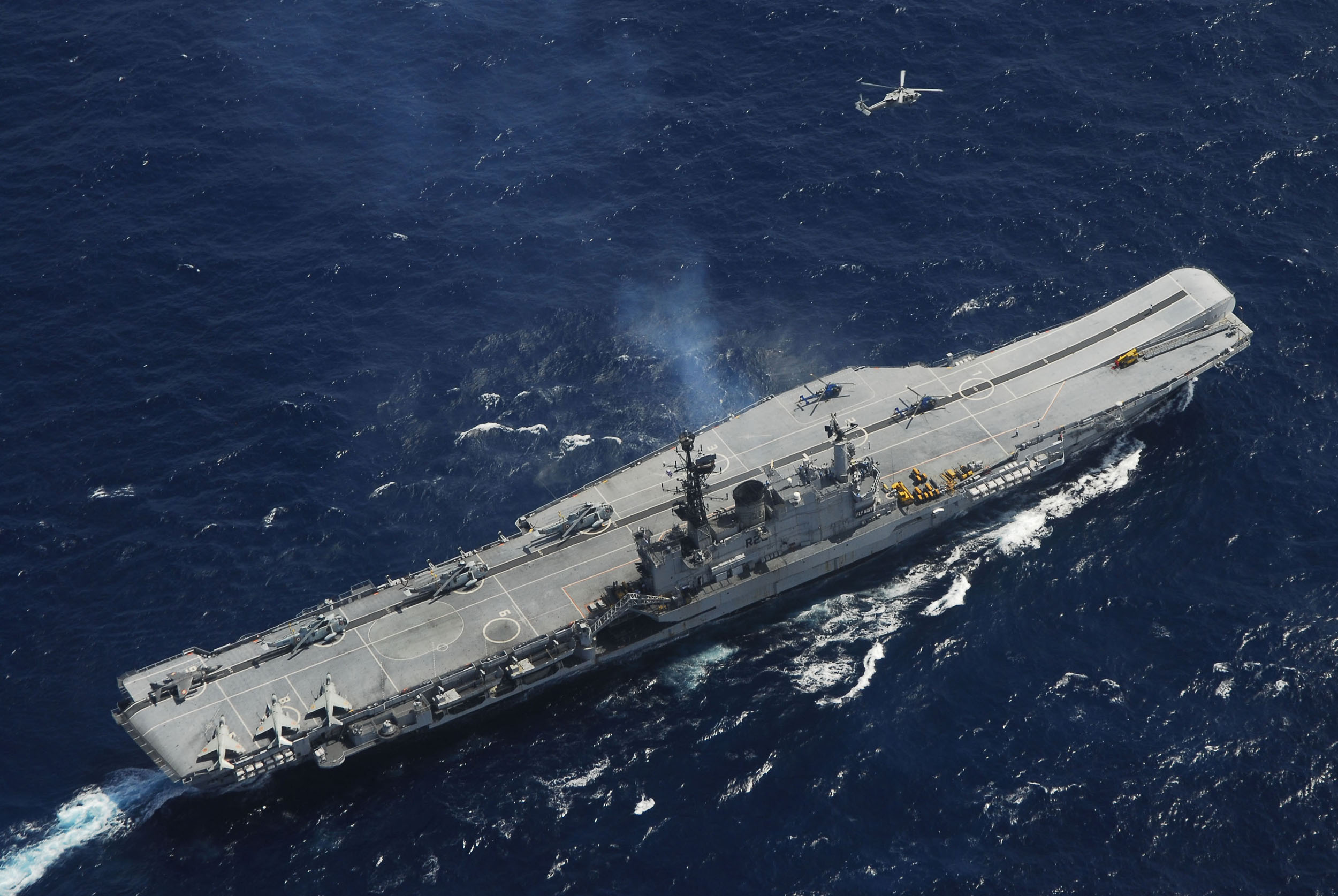
INS Viraat (ex HMS Hermes) v roce 2007

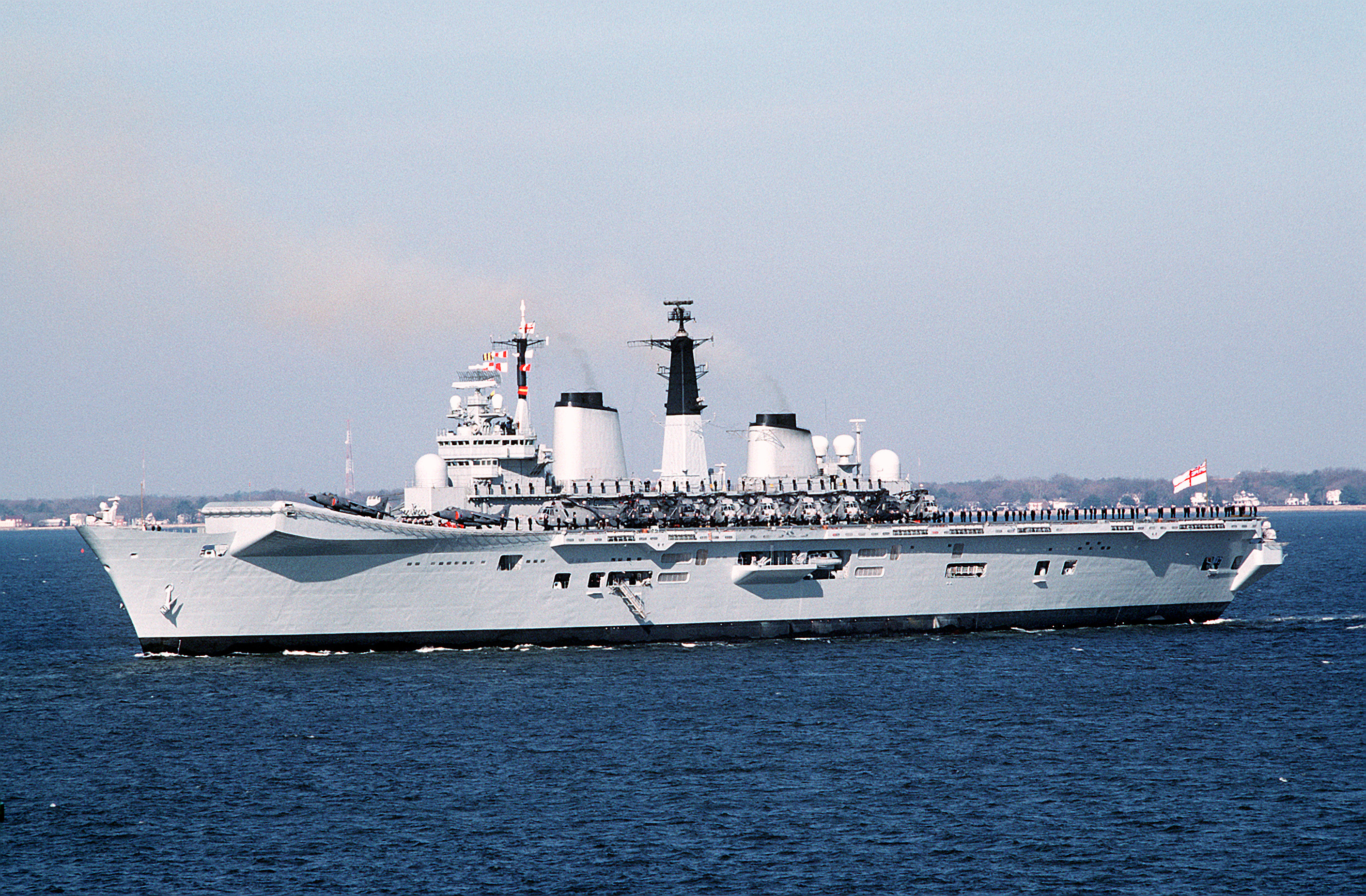
HMS Invincible (R-05)

  - HMS Hermes (R-12) – v roce 1986 odprodána do Indie jako INS Viraat

- Třída Malta – nerealizováno
- Třída CVA-01 – nerealizováno

- Třída Invincible
  - HMS Ark Royal (R-07)
  - HMS Illustrious (R-06)
  - HMS Invincible (R-05)